# Cuttino Mobley
Cuttino Rashawn Mobley (* 1. September 1975 in Philadelphia, Pennsylvania) ist ein früherer US-amerikanischer Basketballspieler. Er spielte von 1998 bis 2008 in der US-amerikanischen Basketball-Profiliga NBA.

## Karriere
Nach vier Jahren an der University of Rhode Island wurde Cuttino Mobley bei der NBA Draft 1998 an 41. Stelle von den Houston Rockets gewählt. Mobley startete für die Rockets auf der Position des Shooting Guards und bildete zusammen mit Point Guard Steve Francis eines der besten Backcourt-Duos der NBA. Trotz individuell guter Leistungen schaffte er es nach seiner Rookie-Saison 1998/99 lange Zeit nicht, sich noch einmal mit den Houston Rockets für die Playoffs zu qualifizieren. Erst 2004 erreichten die Rockets die Playoffs wieder, schieden jedoch in der ersten Runde gegen die favorisierten Los Angeles Lakers nach fünf Spielen aus.
Im Sommer 2004 wurde Cuttino Mobley zusammen mit Steve Francis und Kelvin Cato an die Orlando Magic abgegeben. Im Gegenzug erhielten die Houston Rockets den zweifachen und amtierenden Scoring-Champion Tracy McGrady. Nach 23 Spielen für die Magic wurde Mobley gegen Doug Christie an die Sacramento Kings getradet. Am 14. Juli 2005 verließ er Orlando und unterschrieb einen Fünfjahresvertrag im Gesamtwert von 42 Millionen Dollar bei den Los Angeles Clippers. Zusammen mit Sam Cassell und Elton Brand konnte Mobley die Clippers 2006 nach neun Jahren wieder und zum vierten Mal in ihrer Geschichte in die Playoffs führen. In der ersten Runde besiegten die Clippers die Denver Nuggets in fünf Spielen, bevor man in der zweiten Runde knapp nach sieben Spielen gegen Phoenix Suns um MVP Steve Nash ausschied. Nachdem die Clippers in den nächsten beiden Jahren die Playoffs verpassten, entschied man sich, Mobley und Tim Thomas gegen Zach Randolph und Mardy Collins an die New York Knicks abzugeben.

## Herzprobleme und Karriereende
Aufgrund einer festgestellten Hypertrophen Kardiomyopathie, einer Herzkrankheit, musste Cuttino Mobley seine Karriere im Dezember 2008 beenden. Dies ist dieselbe Krankheit, an der Reggie Lewis, ehemaliger Spieler der Boston Celtics, 1993 verstarb.
Im November 2011 verklagte Mobley die New York Knicks auf Schadensersatz, da er seiner Meinung nach von den Vereinsärzten der New York Knicks zum Karriereende gedrängt wurde, wodurch er einen emotionalen und finanziellen Schaden erlitten hatte.